# رابین بل
رابین بل (انگلیسی: Robin Bell; ۱۶ نوامبر ۱۹۷۷ – ) قایقران کانو اهل استرالیا بود.
وی در مسابقات کشوری و بین‌المللی در مجموع برندهٔ ۱ مدال طلا، ۱ مدال نقره، ۲ مدال برنز شده‌است.